# Mogarraz
Mogarraz település Spanyolországban, Salamanca tartományban. Mogarraz San Martín del Castañar községgel határos. Lakosainak száma 252 fő (2024).

## Népesség
A település népessége az elmúlt években az alábbi módon változott:
| Lakosok száma | 362  | 335  | 303  | 314  | 314  | 329  | 283  | 277  | 240  | 252  |
|               | 2001 | 2004 | 2007 | 2009 | 2012 | 2014 | 2017 | 2019 | 2022 | 2024 |